# Стара-Лесна
Стара-Лесна (словац. Stará Lesná) — село и одноимённая община в районе Кежмарок Прешовского края Словакии. В письменных источниках начинает упоминаться с 1294 года.

## География
Село расположено в западной части края, к западу от реки Попрад, у подножия Высоких Татр, при автодороге 3102. Абсолютная высота — 730 метров над уровнем моря. Площадь муниципалитета составляет 9,48 км².

## Население
| Год:                | 1994 | 2004     | 2014    | 2024    |
| ------------------- | ---- | -------- | ------- | ------- |
| Количество человек: | 761  | 938      | 1006    | 985     |
| Разница:            |      | +23,25 % | +7,24 % | −2,08 % |

По данным последней официальной переписи 2011 года, численность населения Стара-Лесны составляла 1009 человек.
Национальный состав населения (по данным переписи населения 2011 года):
| Национальность | Численность, человек |
| -------------- | -------------------- |
| словаки        | 814                  |
| цыгане         | 108                  |
| поляки         | 4                    |
| чехи           | 2                    |
| русские        | 2                    |
| русины         | 2                    |
| украинцы       | 2                    |
| другие         | 1                    |
| не указана     | 74                   |